# Hästantilop
Hästantilop eller roanantilop (Hippotragus equinus) är en art i underfamiljen gräsätande antiloper som förekommer i södra Afrika. Wilson & Reeder (2005) skiljer mellan 6 underarter.

## Utseende
Med en vikt av 220 till 260 kilogram för honor respektive 260 till 300 kilogram för hannar samt med en mankhöjd mellan 1,30 och 1,50 meter är den näst störst bland antiloperna, efter elandantilop.
Pälsens färg är gråbrun med några inslag av röd och ansiktet har ett svartvitt mönster. Extremiteterna är allmänt mörkare än bålen. De långa och smala öronen har vid spetsen bruna tofsar. Från bakhuvudet till skuldran finns en svartaktig man. Bakåtböjda horn som blir 60 till 100 centimeter långa finns hos bägge könen. Vid svansens slut förekommer en tofs.

## Utbredning
Habitatet utgörs av gräsland med några trädansamlingar men regioner med alltför kort gräs undviks. Utbredningsområdet sträcker sig över savanner i västra, östra och södra Afrika. Det är uppdelad i flera från varandra skilda populationer. Hästantilop når i nordväst Senegal, i nordöst södra Sudan och västra Etiopien samt i syd nordöstra Sydafrika.

## Ekologi
Flockarna består av 5 till 12 individer med en alfahanne i spetsen. I sällsynta fall har gruppen upp till 80 medlemmar. De är främst aktiva på kvällen men kan även vara aktiva under andra dagstider eller under natten. Å andra sidan finns även en ledande hona i gruppen som är ansvarig för letandet efter mat- och viloplatser. Unga hannar bildar egna grupper och vissa individer lever ensamma. Flocken har ett revir som markeras med körtelvätska, med avföring och med urin. Beroende på utbredning kan viss överlappning förekomma. Hannen försvarar bara ett område kring honorna som har en diameter av 300 till 500 meter.
Hästantilopen äter främst gräs samt några andra växtdelar. I Kruger nationalpark föredrar arten gräs från släktet Heteropogon samt kängurugräs (Themeda triandra). Den behöver dricka varannan eller var tredje dag. Djuren slickar saltstenar och upptar ibland jord för att få i sig mineraler.
Honan föder vanligen bara en unge åt gången som stannar 4 till 6 veckor i gömstället bland buskar. De flesta parningar sker under våren men honan kan vara brunstig under andra årstider. Dräktigheten varar cirka 9 månader. Ungen har i början en rödbrun päls som blir gråbrun efter fyra månader. Två månader senare slutar modern med digivning.

## Status
Arten hade tidigare ett större utbredningsområde. Populationerna försvann på grund av jakt och på grund av landskapsförändringar. Ett större bestånd finns i naturskyddsområden och i regioner som är glesbefolkade. IUCN listar hästantilopen som livskraftig (LC).